# Spider-Man : Le Règne des ombres
Spider-Man : Le Règne des ombres (Spider-Man: Web of Shadows) est un jeu vidéo d'action développé par Treyarch en collaboration avec Shaba Games et édité par Activision Blizzard en 2008 sur PlayStation 3, Xbox 360, Wii et sous Windows. Les versions PlayStation Portable et PlayStation 2 sont différentes puisqu'il s'agit d'un beat them all portant le nom de Spider-Man : Le Règne des ombres - L'Union sacrée. Griptonite Games a développé parallèlement une autre version pour le support Nintendo DS.

## Synopsis
Venom est de retour à New York et tente de tuer Spider-man après avoir blessé Mary-Jane. Au cours de la confrontation, une partie du symbiote s'attache à Peter lui redonnant son costume noir grâce auquel il met Venom en fuite.
Après avoir emmené Mary-Jane à l'hôpital, Peter aide le justicier Luke Cage à régler une guerre des gangs menaçant la sécurité du quartier, par la suite il est confronté à son ex-petite amie Black Cat qu'il surprend à travailler pour le Caid, elle lui propose de se remettre ensemble et de faire ce qui leur plaît mais il refuse avant de traquer et arrêter le Vautour qui travaille également pour le Caid. 
Par la suite des gens extrêmement agressifs se manifestent et en enquêtant aux côtés de Wolverine, Peter découvre que Venom est en train de contaminer la ville en divisant son symbiote. Après une confrontation avec Electro, Spiderman décide de libérer le Bricoleur du R.A.F.T et ce dernier accepte de mettre au point une machine à ultrason suffisamment puissante pour purger tout Manhattan de présence symbiotique en échange de l’amnistie qu'accepte de lui octroyer le S.H.I.E.L.D avant de mettre l'île en quarantaine; ainsi que pousser super-héros et super-vilain à s'associer pour repousser les symbiotes.
Après avoir aidé les soldats à évacuer les civils et protéger les zones de quarantaine des symbiotes, Peter découvre que Electro, Wolverine, Black Cat et le Vautour ont été infectés par des symbiotes et doit les purger avant qu'ils ne détruisent tout.
La machine du Bricoleur est ensuite activée et détruit tous les symbiotes y compris celui de Peter. Venom, devenu gigantesque, attaque alors l'héliporteur; et en le combattant, Spiderman découvre que Eddie Brock n'a plus le contrôle du symbiote, ce dernier décide alors de se suicider et entraîne l'explosion de l'héliporteur ainsi que la mort de Venom, sauvant ainsi New-York.

## Système de jeu
Le jeu se situe dans l'univers des comics Marvel. Comme ses prédécesseurs Spider-Man 2, Spider-Man 3 et Ultimate Spider-Man, le jeu permet l'action libre et les joueurs peuvent personnaliser les techniques aériennes et les techniques au sol de Spider-Man. De plus, le joueur est capable de choisir la fin du jeu selon les chemins qu'il prend pour y arriver.
La fin du jeu dépend des choix faits tout au long de l’histoire :
▪ Si le joueur a choisi le Chemin Rouge pour la majeure partie du jeu, Manhattan est sauvée et revient lentement à la normale. Spider-Man se réconcilie avec Mary Jane et l’emmène faire un tour à travers la ville.
▪ Si le joueur a choisi le Chemin Rouge pour la majeure partie du jeu, mais a infecté la Chatte Noire avec le symbiote, Manhattan est sauvée, mais Mary Jane est toujours furieuse contre Spider-Man. Il l’appelle et lui laisse un message dans sa boîte vocale, espérant qu’un jour elle lui pardonnera ses actes.
▪ Si le joueur choisit le Chemin Noir pour la majeure partie du jeu, Spider-Man devient le nouveau leader de l’armée symbiote et domine Manhattan, avec Chatte Noire comme "reine" et nouvelle amante. Pendant ce temps, Black Widow, Kingpin et le Bricoleur font équipe avec Symbiote Wolverine pour trouver et tuer Spider-Man.
▪ Si le joueur a choisi le Chemin Noir pour la majeure partie du jeu, mais a laissé Chatte Noire sous la garde de Mary Jane, Spider-Man règne seul et promet de récupérer Mary Jane, tandis que Black Widow, Kingpin et le Bricoleur font équipe avec Symbiote Wolverine pour le trouver et le tuer.
Une autre particularité du jeu est que Spider-Man peut alterner à volonté entre deux costumes : le costume rouge et bleu habituel, ou le célèbre costume noir représentant un symbiote. Pour équilibrer les choses, les deux costumes ont des capacités différentes : par exemple, le costume rouge est plutôt agile et rapide en l'air mais il est horrible au sol, alors que le costume noir est plus fort et plus utile pour le combat au sol.  Chaque costume possède des techniques et pouvoirs propres, forçant ainsi le joueur à alterner entre les deux.

## Accueil
- Jeuxvideo.com : 13/20[1] - 12/20 (Wii)[2] - 13/20 (DS)[3] - 7/20 (PS2/PSP)[4]